# Cratere Dove
Dove è un cratere lunare di 30,36 km situato nella parte sud-orientale della faccia visibile della Luna.
Il cratere è dedicato al fisico tedesco Heinrich Wilhelm Dove.

## Crateri correlati
Alcuni crateri minori situati in prossimità di Dove sono convenzionalmente identificati, sulle mappe lunari, attraverso una lettera associata al nome.
| Dove | Coordinate            | Diametro (in km) |
| ---- | --------------------- | ---------------- |
| A    | 46°58′48″S 33°27′36″E | 12,63            |
| B    | 47°13′48″S 33°03′00″E | 20,91            |
| C    | 47°06′00″S 30°49′12″E | 20,98            |
| Z    | 44°31′48″S 29°11′24″E | 7,7              |